# Lijst van beelden in Zutphen
Dit is een (onvolledige) chronologische lijst van beelden in Zutphen. Onder een beeld wordt hier verstaan elk driedimensionaal kunstwerk in de openbare ruimte van de Nederlandse gemeente Zutphen, waarbij beeld wordt gebruikt als verzamelbegrip voor sculpturen, standbeelden, installaties, gedenktekens en overige beeldhouwwerken.
Voor een volledig overzicht van de beschikbare afbeeldingen zie: Beelden in Zutphen op Wikimedia Commons.
| Geplaatst   | Omschrijving                                                                       | Kunstenaar                                                 | Straat                                                                | Plaats    | Materiaal                           | Afbeelding |
| ----------- | ---------------------------------------------------------------------------------- | ---------------------------------------------------------- | --------------------------------------------------------------------- | --------- | ----------------------------------- | ---------- |
| 1616/2024   | wapensteen Nieuwstadsbinnenpoort                                                   | onbekend                                                   | Drogenapstoren, boven poortdoorgang                                   | Zutphen   | steen                               |            |
| 18xx/1987   | Oude mensen                                                                        | onbekend                                                   | Zaadmarkt, poort van het Oude Bornhof                                 | Zutphen   | steen                               |            |
| 1888/1959   | Vrouwe Justitia                                                                    | onbekend                                                   | Martinetsingel, op het Gerechtshof                                    | Zutphen   |                                     |            |
| 1888/1959   | Leeuwen                                                                            | L. Wolthers (ontwerp) en Piet van Stuivenberg (uitvoering) | Martinetsingel, voor het Gerechtshof                                  | Zutphen   | steen                               |            |
| 1899/1985   | Gedenkmonument ter herinnering aan de troonsbestijging van HKH Koningin Wilhelmina | onbekend                                                   | Martinetsingel                                                        | Zutphen   | Geschilderd ijzer                   |            |
| 1913        | Gedenkteken voor Sir Philip Sidney                                                 | Gustaaf van Kalken                                         | Coehoornsingel                                                        | Zutphen   | Brons                               |            |
| 1950        | Gideon                                                                             | Paul Grégoire                                              | Broederenkerkplein                                                    | Zutphen   | Kalksteen                           |            |
| 1952        | Geen titel                                                                         | Ben Guntenaar                                              | Stationsplein                                                         | Zutphen   | Beton                               |            |
| 1955        | Bevrijding en Wederopbouw                                                          | Henk Visser                                                | Laarstraat / Warnsveldseweg (brugleuningen brug over de Berkelsingel) | Zutphen   | Brons                               |            |
| 1961        | Monument voor de wederopbouw                                                       | Titus Leeser                                               | IJsselkade / Molengracht                                              | Zutphen   | Brons / beton                       |            |
| 1968        | Oorlogsmonument                                                                    |                                                            | IJsselkade                                                            | Zutphen   | steen                               |            |
| 1970        | Nevelpaarden                                                                       | Eric Claus                                                 | Vispoortplein                                                         | Zutphen   | Brons                               |            |
| 1973        | Geen titel                                                                         | Frans de Wit                                               | Henri Dunantweg                                                       | Zutphen   | Cortenstaal                         |            |
| 1973        | Geen titel                                                                         | Piet Slegers                                               | Rechercheschool, Voorsterallee                                        | Zutphen   |                                     |            |
| 1974        | Manus                                                                              | Joop te Riele                                              | Paardenwal                                                            | Zutphen   | steen                               |            |
| 1977        | Geen titel                                                                         | Ed van Teeseling                                           | Hanzehof / Coehoornsingel                                             | Zutphen   | Marmer                              |            |
| 1978        | Geen titel                                                                         | Lon Pennock                                                | Martinetsingel                                                        | Zutphen   | Cortenstaal                         |            |
| 1978 / 1979 | Kringloop                                                                          | Joop te Riele                                              | Van Dorenborchstraat                                                  | Zutphen   | Brons                               |            |
| 1979        | Liggende vrouw                                                                     | Joop te Riele                                              | Hanzehof / Coehoornsingel                                             | Zutphen   | Marmer                              |            |
| 1980 / 1981 | De Speld                                                                           | Gert Wijmans                                               | Paulus Potterstraat                                                   | Zutphen   | Roestvrij staal / hardhout          |            |
| 1981        | Ruiters                                                                            | Frank Letterie                                             | Ruitershofje                                                          | Zutphen   | Brons                               |            |
| 1982 / 1983 | Geen titel                                                                         | Jurriën Strelitski                                         | Hanzehal / Fanny Blankers-Koenweg                                     | Zutphen   | Staal                               |            |
| 1984        | Else                                                                               | Maïté Duval                                                | Oude Bornhof                                                          | Zutphen   | Brons                               |            |
| 1985        | Zuster van het Gemeene leven op het bleekveld                                      | Maïté Duval                                                | Agnietenhof                                                           | Zutphen   | Brons                               |            |
| 1986        | Geen titel                                                                         | Nout Visser                                                | Houtwal                                                               | Zutphen   | Graniet / roestvrij staal           |            |
| 1986        | Monument voor Sir Philip Sidney                                                    | Willem Berkhemer                                           | nabij de Warnsveldseweg                                               | Zutphen   | steen                               |            |
| 1987        | De Sprong                                                                          | Maïté Duval                                                | Henriette Polaklaan                                                   | Zutphen   | Brons                               |            |
| 1987        | De lopende man                                                                     | Peter Erftemeijer                                          | Stadsentree / De Hoven                                                | Zutphen   | Brons                               |            |
| 1989        | Geen titel                                                                         | Bert Meinen                                                | IJsselkade                                                            | Zutphen   | Roestvrij staal                     |            |
| 1990        | Samenspanning van elementen                                                        | Marius van Beek                                            | Overwelving                                                           | Zutphen   | Graniet / dolomiet                  |            |
| 1991        | Berglandschap                                                                      | Cor Litjens                                                | Bult van Ketjen                                                       | Zutphen   | Brons / hardsteen                   |            |
| 1992        | Walburgis                                                                          | Jacques Germans                                            | Kerkhof                                                               | Zutphen   | Brons                               |            |
| 1992        | Geen titel                                                                         | Augusto Silva Claudio Rocha                                | Laan naar Eme                                                         | Zutphen   | Verf                                |            |
| 1994        | De parelbloem                                                                      | Hans Rikken                                                | De Brink-Zuid / Harenbergweg                                          | Zutphen   | Aluminium / brons / roestvrij staal |            |
| 1995 / 2000 | De Ontaarde Mens                                                                   | Jos van Doorn                                              | Nieuwe Bornhof / Gerard Doustraat                                     | Zutphen   | Brons                               |            |
| 1996        | De Dwerg en de Eend                                                                | Erik Buijs                                                 | Plantsoen Vispoorthaven                                               | Zutphen   | Brons                               |            |
| 1997        | De Poortwachters                                                                   | Jessica Heykoop                                            | Beethovenstraat                                                       | Zutphen   | Verf                                |            |
| 1997        | Tussen de buien door                                                               | Jerome Symons                                              | Boompjeswal                                                           | Zutphen   | Graniet / roestvrij staal           |            |
| 1997 / 1998 | Het rondeel                                                                        | Hanshan Roebers                                            | Den Elterweg / Ida Gerhardtsingel                                     | Zutphen   | hardhout / acrylaat                 |            |
| 1999        | Thonis Drogenap                                                                    | Oscar Rambonnet                                            | Martinetsingel                                                        | Zutphen   | Brons                               |            |
| 2000        | Fornuis                                                                            | Hans Vos                                                   | Multi Functioneel Centrum                                             | Zutphen   | Aluminium / staal                   |            |
| 2000        | Wind en water                                                                      | Gerard Höweler                                             | Annie M.G. Schmidtstraat                                              | Zutphen   | Brons                               |            |
| 2000        | Het Prieel                                                                         | Wim Korvinus                                               | Het Prieel / Eme                                                      | Zutphen   |                                     |            |
| onbekend    | (beeld met 2 bollen en zittende uil)                                               | onbekend                                                   | Rijksstraatweg, hoek Bonendaal                                        | Warnsveld |                                     |            |
| onbekend    | onbekend                                                                           | onbekend                                                   | Waterstraat                                                           | Zutphen   | steen                               |            |
| onbekend    | onbekend                                                                           | onbekend                                                   | Op de Bourgonjetoren bij de Waterstraat                               | Zutphen   | hout/keramiek                       |            |
| onbekend    | Fontein                                                                            | architect Prins                                            | Houtmarkt                                                             | Zutphen   |                                     |            |
| onbekend    | Muurschildering                                                                    | onbekend                                                   | Turfstraat                                                            | Zutphen   |                                     |            |
| onbekend    | Muurschildering Koeien                                                             | onbekend                                                   | Pelikaanstraat                                                        | Zutphen   |                                     |            |
|             | De Polbeek                                                                         | Gert Wijmans                                               | bij woonzorgcentrum "De Polbeek"                                      | Zutphen   |                                     |            |